# 乔连河
乔连河，位于中华人民共和国广东省阳春市南部，是潭水河右岸支流，发源于阳春市八甲镇黄那村的黄狮岭西，东南流至黄垌口后转东北流，经根竹坪、水解窝、大坡、更口等村，最后于乔连圩（原乔连乡）汇入潭水河。河长40千米，流域面积317平方千米。